# ヴェリコ・ミロサヴリェヴィッチ
ヴェリコ・ミロサヴリェヴィッチ（セルビア語: Вељко Милосављевић, ラテン文字転写: Veljko Milosavljević、2007年6月28日 - ）は、セルビアのサッカー選手。ポジションはディフェンダー。

## 経歴

### レッドスター・ベオグラード
2023年10月18日のセルビア・カップ、FKトラヤル戦に出場し16歳3ヶ月20日でトップチームデビューを果たした。
2024年9月29日、レッドスターとの契約を2027年まで延長した。